# Bayt Atiq
Bayt Atiq (tiếng Ả Rập: بيت عتق) là một ngôi làng Syria nằm trong phó huyện Ayn Halaqim ở huyện Masyaf, nằm ở phía tây nam của Hama. Theo Cục Thống kê Trung ương Syria (CBS), Bayt Atiq có dân số 488 người trong cuộc điều tra dân số năm 2004. Vào những năm 1960, nó được mô tả là một ngôi làng nhỏ.